# Società clericale dei missionari dei Santi Apostoli
La Società clericale dei missionari dei santi apostoli (in latino Societas clericalis sanctorum apostolorum pro missionibus, in francese Société des missionaires des saints-apôtres) è una società clericale di vita apostolica maschile di diritto pontificio: i sodali della compagnia pospongono al loro nome la sigla M.S.A.

## Storia
La società deriva dalla fusione (decretata il 15 agosto del 1995) di due istituzioni fondate negli anni cinquanta dal sacerdote canadese Eusèbe Ménard (1916-1987), dell'Ordine dei frati minori, e canonicamente erette dal cardinale Paul-Émile Léger (25 marzo 1956).
La congregazione venne approvata dalla Santa Sede il 29 giugno (festa dei santi apostoli Pietro e Paolo) del 2000.

## Attività e diffusione
Scopi della società sono la direzione di case per esercizi spirituali e di centri di formazione per sacerdoti e guide spirituali nelle terre di missione: i sodali si dedicano, inoltre, al ministero sacerdotale nelle parrocchie povere e nei paesi in via di sviluppo.
La sede generalizia è a Montréal (Québec). Oltre che in Canada, la compagnia è presente in Brasile, Camerun, Colombia, Perù e Stati Uniti d'America.
Al 31 dicembre 2005 la società contava 20 case e 172 membri, 120 dei quali sacerdoti.